# Earltons flygplats
Earlton (engelska: Earlton (Timiskaming Regional) Airport) är en flygplats i Kanada.   Den ligger i Timiskaming District och provinsen Ontario, i den sydöstra delen av landet, 400 km nordväst om huvudstaden Ottawa. Earlton ligger 243 meter över havet.
Terrängen runt Earlton är platt, och sluttar österut. Runt Earlton är det mycket glesbefolkat, med 3 invånare per kvadratkilometer.. Närmaste större samhälle är Englehart, 13,5 km norr om Earlton. 
Trakten runt Earlton består till största delen av jordbruksmark.